# E'tuis
「e'tuis」（エトゥイス）は、小松未可子の2枚目のオリジナルアルバム。2014年5月14日にスターチャイルドから発売された。

## 背景
旅をテーマとした組曲風のアルバム。当初は組曲にすることを考えていなかったが、スタッフの提案により「組曲」的な要素を取り入れることにしたという。タイトルは、フランス語で宝石を入れる小箱の意で、組曲の英語名である「suite」を並べ替えて、アポストロフィは見方により解釈が変わることを表現するためそれぞれ付けたという。
1曲目の「Sky message」と2曲目の「Re:ing」は、1stオリジナルバム「THEE Futures」の前に書かれた曲で、『モーレツ宇宙海賊』の世界観をイメージしながら制作された。

## 音楽性
1曲目「Sky message」は、小松が『モーレツ宇宙海賊』の世界観俯瞰をしながら書いた曲。
2曲目「Re:ing」は、『モーレツ宇宙海賊』で小松が演じる加藤茉莉香が友人への想いを吐露した設定で書かれた。
4曲目「Sail away」は、5thシングル曲であり、 アニメーション映画『モーレツ宇宙海賊 ABYSS OF HYPERSPACE -亜空の深淵-』のイメージソング。
7曲目「PandA」は、パンダをテーマとした言葉遊び的な曲で、白と黒は人間の正と負の部分を表現しているという。
8曲目「ABC」は、2013年4月13日から6月29日まで開催されたライブツアー『THEE Futures』の会場限定シングルとして発売された曲。
9曲目「Material」は、前作のオリジナルアルバム『THEE Futures』に収録された「アンブレラ」の相手の目線で書かれたほっこりする曲で、小松自身の高校と大学時代のエピソードも反映されているという。
10曲目「エメラルドの丘を越えて」は、本人が初めて本格的に作曲に取り組んだ楽曲であるが、メロディにフィットさせるためにどのような楽器を選ぶかに迷い、デモの段階ではメロディ、コーラスにギターコードが足してあるだけの形であったという。2013年のライブで既に歌われている。
11曲目「終わらないメロディーを歌いだしました。」は3rdシングル曲であり、 テレビアニメ『神様のいない日曜日』のエンディングテーマ。
12曲目「in the suite」は、「endless night」、「walking in the dark」、「怪獣」、「I see world」の4曲からなるメドレー風の曲。なお「怪獣」のみ2013年のライブで既に披露されている。

## リリース
2014年5月14日にスターチャイルドから発売された。小松のオリジナルアルバムとしては前作『THEE Futures』から1年3か月ぶりのリリースとなる。
販売形態は初回限定盤（KICS-93051）と通常盤（KICS-3051）の2種リリースで、初回限定盤には「ABC」のPV、2013年11月11日に渋谷duo MUSIC EXCHANGEに開催された「ハピこしライブ！〜小松未可子生誕イベント2013〜」のダイジェスト、 2013年12月28日に東京スカイツリータウンで開催された「虹の約束」の発売記念イベントの模様を収録したDVDが同梱されている他、写真集と「MIKAKO KOMATSU 2nd LIVE TOUR〜in the suite〜」プレミア先行抽選用のシリアルナンバーが封入されている。
本アルバムを引っ提げて、ライブツアー『MIKAKO KOMATSU 2nd LIVE TOUR〜in the suite〜』が同年7月6日から8月10日まで開催された。各会場では会場限定シングル「波乗りグライダー」が発売された。8月10日に行われた品川ステラボール公演の模様やミュージッククリップ集を収録したBD・DVD『MIKAKO KOMATSU 2nd LIVE TOUR -in the suite-&MUSIC CLIPS』が、小松の3作目の映像作品として2014年12月24日にスターチャイルドから発売された。

## 収録内容
| #         | タイトル                                                                             | 作詞                                    | 作曲            | 編曲            | 時間  |
| --------- | ------------------------------------------------------------------------------------ | --------------------------------------- | --------------- | --------------- | ----- |
| 1.        | 「Sky message」                                                                      | 小松未可子                              | nishi-ken       | nishi-ken       | 4:55  |
| 2.        | 「Re:ing」                                                                           | 小松未可子                              | 星野純一        | 星野純一        | 4:06  |
| 3.        | 「天使がいない日」                                                                   | 只野菜摘                                | 楊慶豪          | 楊慶豪          | 4:02  |
| 4.        | 「Sail away」                                                                        | atsuko                                  | atsuko、KATSU   | KATSU、松本祥平 | 6:09  |
| 5.        | 「初恋」                                                                             | 白倉由美                                | SiN             | SiN             | 4:48  |
| 6.        | 「僕ら」                                                                             | James Panda Jr.、TB226                  | James Panda Jr. | 矢野博康        | 5:43  |
| 7.        | 「PandA」                                                                            | 小松未可子                              | James Panda Jr. | James Panda Jr. | 4:14  |
| 8.        | 「ABC」                                                                              | ナカムラヒロシ                          | ナカムラヒロシ  | ナカムラヒロシ  | 3:51  |
| 9.        | 「Material」                                                                         | 小松未可子                              | 星野純一        | 星野純一        | 4:08  |
| 10.       | 「エメラルドの丘を越えて」                                                           | 小松未可子                              | 小松未可子      | 小松未可子、SiN | 5:54  |
| 11.       | 「終わらないメロディーを歌いだしました。」                                           | ナカムラヒロシ                          | ナカムラヒロシ  | ナカムラヒロシ  | 5:13  |
| 12.       | 「in the suite」(「endless night」/「walking in the dark」/「怪獣」/「I see world」) | ナカムラヒロシ カワムラユキ（「怪獣」） | ナカムラヒロシ  | ナカムラヒロシ  | 17:33 |
| 合計時間: | 合計時間:                                                                            | 合計時間:                               | 合計時間:       | 合計時間:       | 70:42 |

| #  | タイトル                                                        | 作詞 | 作曲・編曲 |
| -- | --------------------------------------------------------------- | ---- | ---------- |
| 1. | 「ABC」(MV)                                                     |      |            |
| 2. | 「ハピこしライブ！〜小松未可子生誕イベント2013〜 ダイジェスト」 |      |            |
| 3. | 「『虹の約束』リリース記念イベント@東京スカイツリータウン」     |      |            |

## チャート
| チャート（2014年）         | 最高位 |
| -------------------------- | ------ |
| オリコン                   | 13     |
| Billboard JAPAN Top Albums | 11     |
| サウンドスキャンジャパン   | 12     |

## ツアー日程
| 日付          | 都市     | 会場             |
| ------------- | -------- | ---------------- |
| 2014年7月6日  | 大阪市   | BIGCAT           |
| 2014年7月20日 | 名古屋市 | DIAMOND HALL     |
| 2014年8月10日 | 東京     | 品川ステラボール |